# Ла-Камб
Ла-Камб (фр. La Cambe) — коммуна во Франции, находится в регионе Нижняя Нормандия. Департамент коммуны — Кальвадос. Входит в состав кантона Изиньи-сюр-Мер. Округ коммуны — Байё.
Код INSEE коммуны — 14124.

## Население
Население коммуны на 2010 год составляло 635 человек.
| 1962 | 1968 | 1975 | 1982 | 1990 | 1999 | 2010 |
| ---- | ---- | ---- | ---- | ---- | ---- | ---- |
| 730  | 615  | 540  | 552  | 588  | 518  | 635  |

## Экономика
В 2010 году среди 390 человек трудоспособного возраста (15—64 лет) 260 были экономически активными, 130 — неактивными (показатель активности — 66,7 %, в 1999 году было 64,3 %). Из 260 активных жителей работали 229 человек (123 мужчины и 106 женщин), безработных было 31 (16 мужчин и 15 женщин). Среди 130 неактивных 19 человек были учениками или студентами, 56 — пенсионерами, 55 были неактивными по другим причинам.